# Lårbenshals

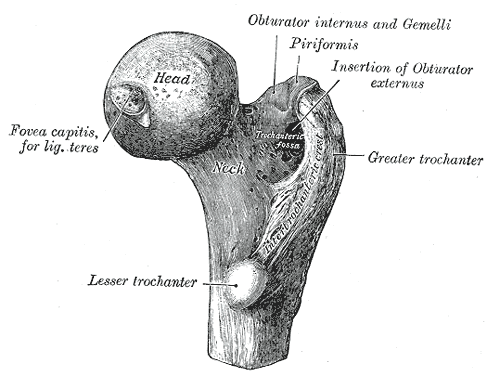
Höger lårbens övre extremitet sedd bakifrån och något ovanifrån.
Illustration: Gray's Anatomy, 1918. (PD)

Lårbenshals (latin: collum (ossis) femoris) är, i människans skelett, det benutskott som i lårbenet (os femoris) förbinder lårbensskaftet (corpus femoris) och lårbenshuvudet (caput femoris). Lårbenshalsen har stor betydelse för huvudets funktion vid rörelser i höftleden (art. coxea).
Lårbenshalsen är hos en vuxen människa omkring 4–5 cm långt. Halsen har en pyramidformad bas, är tillplattat i frontalplanet och smalast i mitten. Den är riktad något framåt, i genomsnitt omkring 12–14°.
Halsens framsida är perforerad av vaskulära hål. Vid anslutningen till huvudet finns en grund fördjupning som rymmer höftledens ledkapsel. Baksidan är slät och bredare och mer konkav än framsidan. Översidan är kort och tjock och övergår lateralt i trochanter major liksom den långa och smala undersidan övergår i trochanter minor.

## Inklinationsvinkeln
Halsen bildar en bred vinkel mot skaftet som minskar kraftig med åldern och varierar kraftigt mellan individer. Hos nyfödda uppgår vinkeln till 150° för att successivt minska under uppväxten till omkring 125–130° hos vuxna och 120° i hög ålder. Hos kvinnor gör det bredare bäckenet (pelvis) att halsen snarare tenderar att bilda en rät vinkel med skaftet. Halsens vinkel påverkar starkt kroppens ställning. Vid mineralbrist kan tyngden från överkroppen göra att vinkeln minskar. Om vinkeln minskar till under 120° kallas symptomen coxa vara och om vinkeln överstiger 150° coxa valga.